# Gert Nöster
Gert Nöster (* 10. April 1940) ist ein ehemaliger österreichischer Sprinter.
Bei den Olympischen Spielen 1972 in München war er im Vorlauf ein Teil der österreichischen Mannschaft, die im Halbfinale der 4-mal-100-Meter-Staffel disqualifiziert wurde.
Dreimal wurde er Österreichischer Meister über 100 m (1962, 1965, 1966) und viermal über 200 m (1964–1967, 1971).

## Persönliche Bestzeiten
- 100 m: 10,5 s, 30. Juli 1965, Linz
- 200 m: 21,3 s, 24. Juli 1971, Leoben